# Упередження нульового ризику
Упередження нульового ризику — це тенденція надавати перевагу повному усуненню ризику навіть, коли альтернативний варіант пропонує більше зменшення ризику. Цей ефект на прийняття рішень спостерігався в опитуваннях щодо гіпотетичних сценаріїв, але також вважається, що він впливає на реальні політики (наприклад, війна проти тероризму у порівнянні зі зменшенням ризику ДТП або збройного насильства).

## Пояснення
Науковці зафіксували упередження нульового ризику у відповідях на опитування щодо гіпотетичного сценарію знезараження «брудних» місць X та Y, де місце X спричиняє 8 випадків захворювань на рак на рік, а місце Y — 4 випадки захворювань на рак на рік. Відповідачів просили розставити у порядку прийнятності три сценарії знезараження: у двох варіантах в цілому на двох місцях кількість захворювань знижувалась на 6 на рік, а в третьому варіанті кількість захворювань знижувалась на 5, але при цьому на місці Y зникала повністю. І хоча останній варіант давав найменше загальне зменшення (лише 5, а не 6 випадків), 42% респондентів поставили його вище принаймні одного з двох інших варіантів. Цей результат був схожий з результатом одного з більш ранніх економічних досліджень, яке зафіксувало, що люди були схильні сплачувати вищу ціну для повного усунення ризику.
Також вважається, що це упередження впливає на багато політик у реальному світі. Наприклад у федеральній політиці США:
- так звана поправка Делейні (англ.)[en], що забороняє добавки в їжу, які можуть викликати рак, (без урахування фактичного ризику);
- або закон Суперфонд (англ.)[en] з вимогою щодо очищення «брудних» місць.

Обидва ці закони звинувачують у надмірному фокусуванні на повному усуненні факторів ризику.
Більш того, вартість застосування законів, що стосуються нульового ризику, зростає по мірі технологічного розвитку, що дозволяє влювлювати все менші кількості (концентрації) небезпечних речовин. І виникає ситуація коли в умовах обмежених ресурсів, все більша їх частка використосувється на усунення питань з низьким ризиком.

## Причини
В основі упередження нульового ризику можуть бути інші упередження. Одним з них є тенденція думати пропорціями, а не різницями: напр., більше пропорційне зниження смертності ціниться вище, ніж більше зменшення в фактичних смертях. Упередження нульового ризику таким чином може розглядатися як частина більшого упередження відносно кількостей у застосуванні до ризику. Обмеження рамками може підсилювати упередження нульового ризику, наприклад, підкреслюючи велику пропорцію у маленькій групі, або може спробувати зменшити упередження, наголошуючи на абсолютному числі.